# PfSPZ vakcína
PfSPZ vakcína je zkušební anti-malarická vakcína připravená z nereplikujících se ozářených sporozoitů s plnou metabolickou aktivitou, která se stále nachází v 1. fázi klinických testů. PfSPZ je zkratkou: Plasmodium falciparum (Pf) sporozoites (SPZ).

## Historie
V první půlce 20. století se objevily první pokusy jak léčit malárii. Zpočátku byl použit Pasteurův postup výroby vakcín s nadějí, že se podaří tuto smrtelnou nemoc vymýtit. Ale formalínem inaktivovaní sporozoiti byly ve spuštění imunity neefektivní.
V roce 1948 byly použity inaktivované merozoity společně s adjuvanciem k zabránění zabití skupiny opic malárií, ale silná toxicita adjuvancia a neschopnost získat dostatečný počet parazitů z lidské krve zastavily další pokusy v tomto směru.
V roce 1967 ozáření sporoziti získaní ze slinných žláz nakažených komárů z rodu Anopheles spustily imunitní reakci u myší bez potřeby adjuvancia a další důkazy byly získány v klinických testech na lidských dobrovolnících. Ti byli vystaveni ozářeným komárům infikovaných Plasmodiem. Myši ani dobrovolníci z důvodu ozáření neprojevovali žádné známky nákazy malárií z důvodu ozáření a tedy oslabení parazita. Přesto byl tento postup tvorby vakcíny proti malárii pozastaven hlavně z důvod obtížného získávání dostatečného množství sporozoitů a s chovem parazitů.
Později byl zahájen jiný přístup v hledání vakcíny proti malárii a to kvůli moderním adjuvanciím a možnosti připravit jednotlivé proteiny parazaitů. Dnes je nejvíce pokročilou vakcína RTS,S založená na obalovém proteinu sporozoitů Plasmodia a nachází se již ve 3. fázi klinických testů. Chrání asi 50% testovaných dobrovolníků nakažených kontrolní lidskou malarickou infekcí (controlled human malaric infection, CHMI) po 2 – 3 týdnech a okolo 23% 5 měsíců po poslední imunizaci. V rozsáhlé klinické studii v Africe RTS,S/AS01 redukovala nakažení malárií za 12 měsíců period o 31,3 a 36,6%.
V roce 2003 společnost Sanaria začala s pokusy, ve kterých jsou sporozoiti Plasmodia falciparum manuálně vyjmuti ze slinných žláz komára, ozářeni a uchováni před vlastní inokulací. Jejich cílem je připravit a dostat do komerčního oběhu nereplikující se, metabolicky aktivní PfSPZ vakcínu.
Během klinických testů na dobrovolnících byla PfSPZ vakcína aplikována injekcí podkožně nebo intradermálně a v těchto případech nespustila silnou imunitní odpověď. Jakmile byla PfSPZ injikována nitrožilně opicím nebo myším, tak tato odpověď, představovaná hlavně CD8+ T lymfocyty produkujícími IFNγ, byla spuštěna v dostatečné míře. Tyto lymfocyty jsou považovány za jeden z hlavních mechanismů boje imunitního systému proti malárii v játrech.

## Mechanismus
CD8+ T-lymfocyty mají jednu z hlavních rolí v boji proti malárii v játrech. Myši nebo opice injikované touto vakcínou, kterým byly podány monoklonální protilátky proti CD8 ztratili ochranu proti malárii. Jakmile bylo podávání této protilátky zastaveno, ochrana vakcínou se navrátila.
Plasmodium je vpraveno ve formě sporozoitů do krevního řečiště , kudy putují do jater a tam napadají jaterní buňky. V nich se sporozoiti dělí a produkují tak desítky tisíc merozoitů na jednu buňku. RTS,S je připravena tak, aby zastavila Plasmodium ve fázi sporozoitů po vpichu do krevního řečiště. Vakcína PfSPZ je vyrobena z atenuovaných sporozoitů. Ty jsou stále aktivní a cestují do jater, kde jsou následně aktivovány CD8+ T-lymfocyty produkující IFNγ.
Počty PfSPZ-specifických CD3+CD4+, CD3+CD8+, CD3+γδ T lymfocytů jsou závislé na dávce vakcíny. PfSPZ-specifické CD3+CD8+ T-lymfocyty byly nalezeny v sedmi z dvanácti vakcínou chráněných dobrovolníků během klinických testů. Tyto lymfocyty jsou tedy potřebné k ochraně proti malárii u většiny jedinců a jsou v tomto případě situovány v játrech kvůli delšímu setrvání parazitických antigenů v tomto orgánu a tvoří tkáňové paměťové T lymfocyty.

## Klinické testy
Byly provedeny první dva klinické testy nitrožilní aplikace PfSPZ vakcíny. Minulé intradermální nebo podkožní klinické testy nespustili adekvátní imunitní odpověď. Série dalších intravenózních testů PfSPZ vakcíny jsou nyní plánovány na rok 2014 v Africe, Evropě (Německo) a v USA k získání důležitých dat pro další postup klinického vývoje této vakcíny, aby mohla být použita jako prevence malárie.
Sanaria nyní plánuje vývoj robota, který by strojově získával sporozoity Plasmodia ze slinných žláz komárů a značně tak usnadnil pokrok ve vývoji této vakcíny .